# عتبة الأنف

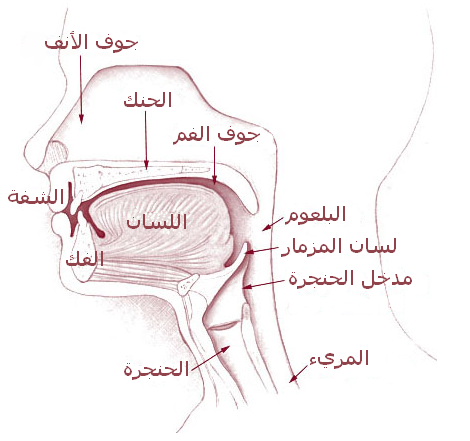
أجواف الفم والأنف والبلعوم

عتبة الأنف  (باللاتينية:limen nasi) عبارة عن حرف (بروز خطي) في الجدار الوحشي لجوف الأنف ويعتبر الحد الفاصل بين دهليز الأنف في الأمام وجوف الأنف المخصوص في الخلف.